# Drillia macleani
Drillia macleani é uma espécie de gastrópode do gênero Drillia, pertencente a família Drilliidae.